# Résolution 1153 du Conseil de sécurité des Nations unies
Membres permanents
- Chine
- États-Unis
- France
- Royaume-Uni
- Russie

Membres non permanents
- Bahrain
- Brésil
- Costa Rica
- Gabon
- Gambie
- Japon
- Kenya
- Portugal
- Slovénie
- Suède

Résolution no 1152 Résolution no 1154
La Résolution 1153 du Conseil de sécurité des Nations unies fut adoptée à l'unanimité le 20 février 1998. Après avoir rappelé toutes les résolutions précédentes sur l'Irak, y compris les résolutions 986 (de 1995), 1111 (en) (de 1997), 1129 (en) (de 1997) et 1143 (en) (de 1997) concernant le programme pétrole contre nourriture, le Conseil, agissant au titre du Chapitre VII de la Charte des Nations unies, a prorogé de 180 jours les dispositions relatives aux ventes de pétrole irakien pour répondre aux besoins humanitaires du peuple irakien, et a décidé d'autoriser l'export de 5,256 milliards de dollars de pétrole et de produits pétroliers irakiens, contre 2 milliards précédemment.
Le Conseil de sécurité était convaincu de la nécessité d'une mesure temporaire pour fournir une assistance humanitaire au peuple irakien jusqu'à la mise en œuvre des résolutions du Conseil de sécurité par le gouvernement irakien (en), notamment la résolution 661 (de 1991) et la résolution 687 (de 1991). Il est convaincu de la nécessité d’une répartition équitable des fournitures humanitaires dans tout le pays et est déterminé à éviter une nouvelle détérioration de la situation humanitaire, d’autant plus que l’Irak n’a pas coopéré avec le Secrétaire général.
Agissant au titre du Chapitre VII, le Conseil a décidé que le mécanisme par lequel les exportations de pétrole irakien financeraient l’aide humanitaire se poursuivrait pendant 180 jours supplémentaires. Il a ensuite augmenté la quantité de pétrole que l'Irak pouvait exporter de 2 milliards à 5,256 milliards de dollars américains pour fournir une aide humanitaire. Il a également décidé de procéder à un examen approfondi de tous les aspects de l'application de la présente résolution après 90 jours et avant la fin de la période de 180 jours, exprimant son intention d'envisager une nouvelle prorogation sur la base des rapports du Secrétaire général Kofi Annan et du Comité des sanctions. Les rapports devaient permettre de déterminer l'existence de ressources suffisantes pour répondre aux besoins humanitaires, d’éventuelles améliorations de l’infrastructure irakienne et de savoir si l’Irak produisait suffisamment de pétrole pour la somme de 5,256 milliards de dollars.